# Papá a toda madre
 (срп. Супертата) мексичка је теленовела, продукцијске куће Телевиса, снимана 2017 и 2018.

## Синопсис
Маурисио Лопез Гарса непоправљив је женскарош, власник фабрике играчака. Навикао је да други решавају све његове проблеме, па је управљање компанијом препустио Фабијану, најбољем пријатељу још из детињства. Међутим, Маурисијово несвесно трошење новца одражава се и на ликвидност фирме, која мало-помало иде ка банкроту. Дојучерашњи донжуан одлучује да каже збогом момачком животу, узме посао у своје руке и притом се ожени. Ипак, баш пре него што изговори судбоносно да, церемонију прекида седмогодишња Анифер, симпатична девојчица која тврди да је младожења њен тата. Маурисио преко ноћи мора да постане одговоран отац кћерке коју уопште не познаје. Одлучује да се пресели, а његови нови суседи биће Хорхе, Тоњо и Нерон, његови бивши запослени чије је отпуштање наредио он лично. И њих тројица, баш као и њихов бивши газда, приморани су да спознају све чари родитељства, будући да својој деци морају да буду како очеви тако и мајке…

## Глумачка постава

### Главне улоге
| Глумац:         | Улога:                      |
| --------------- | --------------------------- |
| Себастијан Руљи | Маурисио Лопез-Гарса        |
| Маите Перони    | Рене Гриселда Санчез Морено |

### Споредне улоге
| Глумац:              | Улога:                          |
| -------------------- | ------------------------------- |
| Марк Тачер           | Фабијан Карвахал                |
| Хуан Карлос Барето   | Неон Мачука                     |
| Серхио Мур           | Хорхе Турубијатес               |
| Раул Араиса          | Антонио Тоњо                    |
| Вероника Аспеадо     | Вероника Валенсија              |
| Ана Ла Салвија       | Дулсе                           |
| Вероника Монтес      | Чикинкира Кика Браун            |
| Агустин Арана        | Себастијан                      |
| Ракел Панковски      | Есперанса Феликс                |
| Франклин Виргез      | Леополдо Виргез                 |
| Серхио Клајнер       | Ноел Карвахал                   |
| Мишел Гонзалез       | Флор Ивон                       |
| Андрес Суно          | Рафаел Растрепо                 |
| Раул Коронадо        | Родриго Коронадо                |
| Барбара Лопез        | Марија Круз Норијега            |
| Естефанија Аумада    | Миранда Каролин                 |
| Педро Лофорте        | Аријел Бланко                   |
| Рикардо Баранда      | Хосе Гвадалупе Лупе             |
| Барбара Торес        | Гладис                          |
| Карлос Спеитзер      | Цицерон                         |
| Рехина Гранијевиц    | Ана Фернанда Анифер Лопез-Гарса |
| Кариме Ернандез      | Валентина                       |
| Марсело Барсело      | Самуел Сами                     |
| Јанкел Стеван        | Балдо                           |
| Фернанда Урдапиљета  | Лилијана Лили                   |
| Викторија Вијера     | Тања Баријентос                 |
| Патрисио де ла Гарса | Ернесто                         |
| Симон Гонсалвес      | Фидел                           |
| Сандра Белтран       | Адријана Ернандез               |
| Круз Рендел          | Пабло Урукиса                   |
| Иван Тамајо          | Арстидлес Браун                 |
| Емануел Окири        | Сократес                        |
| Мерседес Вауган      | Енрикета Кета                   |
| Роберто Сен          | Аурелио                         |
| Телма Дорантес       | Ирене                           |
| Лало Сајас           | Виктор                          |
| Летисија Пердигон    | Каталина Санчез                 |
| Еухенија Каудуро     | Аурора Силвети                  |
| Марисол дел Олмо     | Јурија                          |
| Алфонсо Итуралде     | Анхел Ландерос                  |
| Еухенио Монтесоро    | Боско Лопез-Гарса               |
| Присила Авељанеда    | Лаура                           |
| Гвендолин Амадор     | Тина                            |
| Еухенио Кобо         | Растрепо                        |
| Пабло Круз Гереро    | Алехандро Виљасењор             |
| Глорија Изагире      | Аделина                         |
| Мануел Баљестерос    | Хорхе Перез                     |
| Сантијаго Ернандез   | Ектор Фалкон                    |
| Омар Медина          | Робледо                         |
| Адријана Пара        | Мелина                          |
| Естебан Мађио        | Орландо                         |